# Domantas Sabonis
Pour les articles homonymes, voir Sabonis.
Domantas Sabonis, né le 3 mai 1996 à Portland dans l'Oregon, est un joueur lituanien de basket-ball évoluant au poste de pivot voire d'ailier fort.

## Carrière sportive
Domantas Sabonis est le fils d'Arvydas Sabonis, légende du basket-ball. En 1996, Arvydas Sabonis joue pour les Trail Blazers de Portland, en NBA. C'est à Portland que nait Domantas.
En juillet 2012, il fait partie de l'équipe de Lituanie qui dispute le Championnat d'Europe des 16 ans et moins qui se déroule en Lituanie et en Lettonie. La Lituanie termine à la 11e place et Sabonis termine meilleur rebondeur de la compétition (avec 14,4 prises en moyenne, dont une performance à 27 rebonds contre la Pologne) et 14,1 points par rencontre avec la 4e meilleur adresse de la compétition.

### Débuts professionnels en Espagne (2012-2014)
Domantas Sabonis fait ses débuts pour l'équipe première de l'Unicaja Málaga qui évolue en Liga ACB, le 5 septembre 2012. Il est ensuite prêté pour la saison 2012-2013 au Clinicas Rincón, un club de seconde division espagnole.

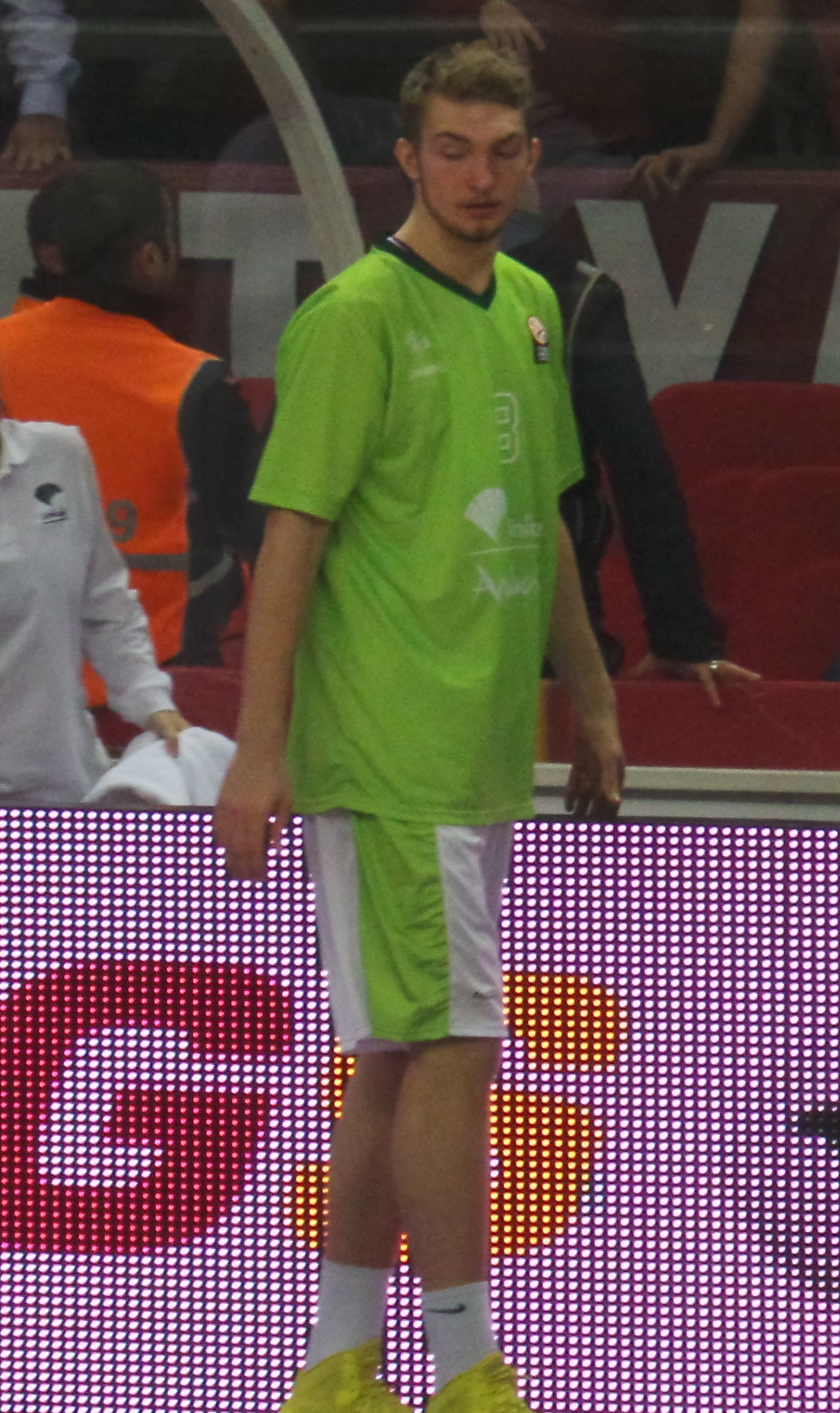
Sabonis en 2013

En juillet 2013, il participe au Championnat d'Europe des 18 ans et moins qui se déroule en Lettonie. La Lituanie est éliminée par l'équipe hôte en quart de finale et termine à la 5e place. Sabonis est le meilleur rebondeur de la compétition (avec 11,4 rebonds en moyenne) et le joueur avec la 4e meilleure adresse.
En septembre 2013, il revient à l'Unicaja et il apparaît dans sa première rencontre en Liga ACB en novembre, devenant le plus jeune joueur de Malaga à entrer en jeu. Il réalise de bonnes prestations avec Malaga, à la fois en Liga et en Euroligue et est nommé dans la liste des meilleurs jeunes joueurs de l'année 2013 par la FIBA Europe. C'est toutefois Dario Šarić qui est récompensé. En mars 2014, face au Fenerbahçe Ülker, il est titulaire en Euroligue et joue plus de 20 minutes.

### Bulldogs de Gonzaga (2014-2016)
En 2014, Domantas Sabonis retourne aux États-Unis et rejoint l'équipe universitaire (NCAA) des Bulldogs de Gonzaga.
En janvier 2015, Sabonis termine 5e au titre du meilleur jeune joueur européen de l'année 2014.
À la fin de sa première saison universitaire (2014-2015), Sabonis est nommé dans la All-Freshmen Team, la meilleure équipe des joueurs de première année, de la West Coast Conference dans laquelle évoluent les Bulldogs. Gonzaga, où évoluent aussi Kyle Wiltjer, Przemysław Karnowski et Kevin Pangos réalise un bon tournoi final NCAA et est éliminé au stade de l'Elite Eight par les Blue Devils de Duke de Mike Krzyzewski (futurs champions). Sabonis est aussi nommé dans la meilleure équipe du tournoi final pour la région Sud en compagnie de son coéquipier Wiltjer et des joueurs de Duke Justise Winslow, Matt Jones et Tyus Jones,.
Gonzaga est éliminé du tournoi final NCAA 2016 en demi-finale régionale midwest par l'Orange de Syracuse (60-63). Dans cette rencontre, Sabonis marque 19 points, prend 17 rebonds et fait 5 contres. Il est nommé dans l'équipe-type du tournoi régional avec Malachi Richardson, Michael Gbinije, London Perrantes et Georges Niang.

### Thunder d'Oklahoma City (2016-2017)
Le 23 juin 2016, Sabonis est choisi à la 11e position de la draft par le Magic d'Orlando. Dans le même temps, Orlando effectue un échange avec le Thunder d'Oklahoma City dans lequel Sabonis, Victor Oladipo et Ersan İlyasova vont être échangés contre Serge Ibaka.

### Pacers de l'Indiana (2017-2022)
Le 1er juillet 2017, il est transféré aux Pacers de l'Indiana avec Victor Oladipo contre Paul George.
Lors de sa première saison avec les Pacers, il participe au Rising Stars Challenge lors du All-Star Game 2018, où il marque 13 points avec 11 rebonds pour battre la Team USA. Il réalise une bonne progression durant la saison, il participe aux playoffs 2018 avec son équipe qui est éliminée par les Cavaliers de Cleveland.
Sur la saison 2018-2019, il garde un rôle de sixième homme, en sortant du banc lors de la plupart des matchs, mais son impact est plus important au sein de son équipe, ses statistiques globales augmentent. Il bat ses records en carrière en termes de points, rebonds ou passes décisives. Il est même élu meilleur joueur lituanien de l'année par la fédération de basket-ball lituanienne.
À l'aube de la saison 2019-2020, il signe une prolongation de quatre ans de son contrat avec les Pacers. Il remporte un second titre de meilleur joueur lituanien de l'année. Sabonis bat son record statistique avec 22 rebonds face aux Clippers de Los Angeles. Il bat le record de Troy Murphy avec 12 double-double consécutifs avec les Pacers de l'Indiana. Il devient même, le 21 janvier 2019, le premier lituanien de l'histoire de la NBA, à réussir un triple-double face aux Nuggets de Denver (22 points, 15 rebonds, 10 passes décisives).

### Kings de Sacramento (depuis 2022)
En février 2022, Domantas Sabonis est transféré vers les Kings de Sacramento avec Jeremy Lamb et Justin Holiday contre Tyrese Haliburton, Buddy Hield et Tristan Thompson.
En juillet 2023, il prolonge aux Kings via un contrat de 217 millions de dollars sur cinq saisons,.

## Palmarès

### Distinctions personnelles
- 3 sélections au All-Star Game en 2020, 2021 et 2023.
- 2 fois All-NBA Third Team en 2023 et 2024.
- Vainqueur du Skills Challenge au All-Star Game 2021.
- Joueur ayant pris le plus de rebonds en termes de moyenne en 2022-2023 (12,3)

## Statistiques

### Universitaires
Les statistiques de Domantas Sabonis en matchs universitaires sont les suivantes :
| Saison    | Équipe  | Matchs | Titul. | Min./m | % Tir | % 3pts | % LF | Rbds/m. | Pass/m. | Int/m. | Ctr/m. | Pts/m. |
| --------- | ------- | ------ | ------ | ------ | ----- | ------ | ---- | ------- | ------- | ------ | ------ | ------ |
| 2014-2015 | Gonzaga | 38     | 1      | 21,6   | 66,8  | 0,0    | 66,4 | 7,05    | 0,87    | 0,45   | 0,32   | 9,71   |
| 2015-2016 | Gonzaga | 36     | 31     | 31,9   | 61,1  | 35,7   | 76,9 | 11,83   | 1,78    | 0,61   | 0,86   | 17,58  |
| Total     | Total   | 74     | 32     | 26,6   | 63,2  | 35,7   | 72,9 | 9,38    | 1,31    | 0,53   | 0,58   | 13,54  |

### Professionnelles
Légende :

gras = ses meilleures performances
| Leader de la ligue |

#### Saison régulière
| Saison        | Équipe        | Matchs | Titul. | Min./m | % Tir | % 3pts | % LF | Rbds/m. | Pass/m. | Int/m. | Ctr/m. | Pts/m. |
| ------------- | ------------- | ------ | ------ | ------ | ----- | ------ | ---- | ------- | ------- | ------ | ------ | ------ |
| 2016-2017     | Oklahoma City | 81     | 66     | 20,1   | 39,9  | 32,1   | 65,7 | 3,56    | 1,01    | 0,48   | 0,40   | 5,91   |
| 2017-2018     | Indiana       | 74     | 19     | 24,5   | 51,4  | 35,1   | 75,0 | 7,73    | 2,04    | 0,54   | 0,43   | 11,64  |
| 2018-2019     | Indiana       | 74     | 5      | 24,8   | 59,0  | 52,9   | 71,5 | 9,32    | 2,86    | 0,65   | 0,41   | 14,09  |
| 2019-2020     | Indiana       | 62     | 62     | 34,8   | 54,0  | 25,4   | 72,3 | 12,44   | 5,00    | 0,76   | 0,48   | 18,50  |
| 2020-2021     | Indiana       | 62     | 62     | 36,0   | 53,5  | 32,1   | 73,2 | 11,97   | 6,69    | 1,23   | 0,53   | 20,32  |
| 2021-2022     | Indiana       | 47     | 46     | 34,7   | 58,0  | 32,4   | 74,0 | 12,06   | 5,02    | 0,98   | 0,47   | 18,89  |
| 2021-2022     | Sacramento    | 15     | 15     | 33,6   | 55,4  | 23,5   | 74,3 | 12,33   | 5,80    | 0,87   | 0,33   | 18,87  |
| 2022-2023     | Sacramento    | 79     | 79     | 34,6   | 61,5  | 37,3   | 74,2 | 12,32   | 7,25    | 0,82   | 0,49   | 19,11  |
| 2023-2024     | Sacramento    | 82     | 82     | 35,7   | 59,4  | 37,9   | 70,4 | 13,66   | 8,21    | 0,90   | 0,59   | 19,43  |
| 2024-2025     | Sacramento    | 70     | 70     | 34,7   | 59,0  | 41,7   | 75,4 | 13,89   | 6,04    | 0,69   | 0,37   | 19,10  |
| Total         | Total         | 646    | 506    | 30,8   | 56,0  | 34,7   | 72,9 | 10,65   | 4,89    | 0,77   | 0,46   | 16,10  |
| All-Star Game | All-Star Game | 3      | 0      | 16,2   | 57,1  | 0,0    | 50,0 | 3,67    | 0,67    | 0,00   | 0,00   | 3,33   |

Mise à jour le 20 avril 2025

#### Playoffs
| Saison | Équipe        | Matchs | Titul. | Min./m | % Tir | % 3pts | % LF  | Rbds/m. | Pass/m. | Int/m. | Ctr/m. | Pts/m. |
| ------ | ------------- | ------ | ------ | ------ | ----- | ------ | ----- | ------- | ------- | ------ | ------ | ------ |
| 2017   | Oklahoma City | 2      | 0      | 3,0    | 0,0   | 0,0    | 100,0 | 1,00    | 0,00    | 0,50   | 0,50   | 2,00   |
| 2018   | Indiana       | 7      | 0      | 23,7   | 58,1  | 14,3   | 77,8  | 4,57    | 0,71    | 0,14   | 0,29   | 12,43  |
| 2019   | Indiana       | 4      | 0      | 24,0   | 41,4  | 25,0   | 64,3  | 7,25    | 4,00    | 0,75   | 0,25   | 8,50   |
| 2023   | Sacramento    | 7      | 7      | 34,7   | 49,5  | 20,0   | 57,1  | 11,00   | 4,70    | 1,40   | 0,90   | 16,40  |
| Total  | Total         | 20     | 0      | 25,6   | 50,3  | 17,6   | 67,2  | 7,00    | 2,70    | 0,80   | 0,50   | 12,00  |

Mise à jour le 3 juillet 2024

## Records sur une rencontre en NBA
Les records personnels de Domantas Sabonis en NBA sont les suivants, :
| Type de statistique        | Saison régulière | Saison régulière                  | Saison régulière | Playoffs | Playoffs                   | Playoffs      |
| Type de statistique        | Record           | Adversaire                        | Date             | Record   | Adversaire                 | Date          |
| -------------------------- | ---------------- | --------------------------------- | ---------------- | -------- | -------------------------- | ------------- |
| Points                     | 42               | Jazz de l'Utah                    | 8 janvier 2022   | 24       | Warriors de Golden State   | 17 avril 2023 |
| Paniers marqués            | 18               | Jazz de l'Utah                    | 8 janvier 2022   | 9        | 2 fois                     | 2 fois        |
| Paniers tentés             | 25               | @ Bucks de Milwaukee              | 3 février 2021   | 17       | Warriors de Golden State   | 15 avril 2023 |
| Paniers à 3 points réussis | 4                | 4 fois                            | 4 fois           | 1        | 2 fois                     | 2 fois        |
| Paniers à 3 points tentés  | 7                | 2 fois                            | 2 fois           | 3        | Celtics de Boston          | 19 avril 2019 |
| Lancers francs réussis     | 12               | Thunder d'Oklahoma City           | 14 mars 2019     | 8        | Warriors de Golden State   | 17 avril 2023 |
| Lancers francs tentés      | 15               | @ Wizards de Washington           | 29 mars 2021     | 12       | Warriors de Golden State   | 17 avril 2023 |
| Rebonds offensifs          | 13               | @ Pelicans de La Nouvelle-Orléans | 13 février 2025  | 5        | Warriors de Golden State   | 15 avril 2023 |
| Rebonds défensifs          | 21               | @ Timberwolves du Minnesota       | 29 novembre 2021 | 13       | @ Warriors de Golden State | 20 avril 2023 |
| Rebonds totaux             | 28               | 3 fois                            | 3 fois           | 16       | 2 fois                     | 2 fois        |
| Passes décisives           | 16               | Rockets de Houston                | 13 janvier 2023  | 6        | Celtics de Boston          | 19 avril 2019 |
| Interceptions              | 5                | Magic d'Orlando                   | 22 janvier 2021  | 3        | Warriors de Golden State   | 15 avril 2023 |
| Contres                    | 4                | 2 fois                            | 2 fois           | 1        | 4 fois                     | 4 fois        |
| Balles perdues             | 8                | 2 fois                            | 2 fois           | 6        | @ Warriors de Golden State | 20 avril 2023 |
| Minutes jouées             | 46               | @ Timberwolves du Minnesota       | 17 février 2021  | 34       | Warriors de Golden State   | 15 avril 2023 |

- Double-double : 387 (dont 3 en playoffs et 2 en play-in)
- Triple-double : 69 (dont 1 en play-in)

Dernière mise à jour : 13 avril 2025

## Salaires
| Année       | Équipe      | Salaire      |
| ----------- | ----------- | ------------ |
| 2016-2017   | Thunder     | 2 440 200 $  |
| 2017-2018   | Pacers      | 2 550 000 $  |
| 2018-2019   | Pacers      | 2 659 800 $  |
| 2019-2020   | Pacers      | 3 529 555 $  |
| 2020-2021   | Pacers      | 19 800 000 $ |
| 2021-2022   | Kings       | 18 500 000 $ |
| 2022-2023   | Kings       | 18 500 000 $ |
| Total Gains | Total Gains | 67 979 555 $ |
| 2023-2024   | Kings       | 30 600 000 $ |
| 2024-2025   | Kings       | 41 800 000 $ |
| 2025-2026   | Kings       | 44 936 000 $ |
| 2026-2027   | Kings       | 48 072 000 $ |
| 2027-2028   | Kings       | 51 208 000 $ |